# Oldfieldthomasia
Oldfieldthomasia — вимерлий рід Notoungulate, ймовірно пов'язаний з підрядом Typotheria. Він жив у середньому еоцені на території сучасної Південної Америки.

## Опис
Ця тварина була розміром приблизно з бабака і, ймовірно, зовні нагадувала гризуна. Череп довжиною 10 сантиметрів був досить низьким і мав подовжену морду; очні западини великих розмірів були відкриті ззаду і розташовані в задній частині черепа. Виличний апофіз був досить тонким.
Задня частина Oldfieldthomasia debilitata була ретельно вивчена Джорджем Гейлордом Сімпсоном у 1936 році шляхом створення 55 дуже тонких зрізів; дослідження підкреслило численні характеристики черепа, такі як співвідношення між різними порожнинами.
Нижня щелепа була довгою і тонкою. Зуби утворювали безперервну та прогресивну серію з повною серією з 22 низьких коронкових (брахідонтних) зубів як на верхній, так і на нижній щелепах. Ікла мали різцеподібну форму. Протоконус і гіпоконус були майже ідентичними, з косою і витягнутою центральною ямкою і задньою ямкою, що зупинялася свого роду гачком, зрощеним з ектолофом. Були присутні передній і задній цингулум; моляри мали мезостиль, а премоляри трикутні, зі складкою на метаконусі.